# 朝鮮博覽會
37°34′43″N 126°58′38″E / 37.57861°N 126.97722°E
朝鮮博覽會是紀念日韓合併20週年的博覽會，於朝鮮京畿道京城府景福宮舊址舉行，展示日本內地各都道府縣、朝鮮各道、其他外地及國外文化產業經濟等成果，1929年（昭和4年）9月12日開場，10月31日閉場，共986,179人參加。次年編成《朝鮮博覽會紀念寫真帖》。

## 舉辦
1921年（大正10年）9月15日，產業調查會決議擇時舉行博覽會，預算超10萬日圓。1929年（昭和4年）9月12日，開場式在朝鮮總督齋藤實主持下於勤政殿舉行，政務總監兒玉秀雄參與萬歲唱和。10月1日，闲院宫载仁亲王巡覽會場，舉行開會式。
會場入口以外的京城前建造了歡迎門。博覽會使用的場地有商品陳列館、勤政殿、社會館、京城運動場、府廳會議室、商工會議所會議室、朝鮮酒店、公會堂、朝鮮神社、偕行社、京城齒科醫學專門學校、步兵第78聯隊、訓練院。
东亚首隻机器人學天則亦參展。

## 場館
入口至慶會樓爲東西走向，兩側的場館有產業北館（775坪）、產業南館（1070坪）、蠶絲館、社會經濟館（225坪）、米之館（米の館，230坪）、審勢館（520坪）、美術工藝教育館（525坪）。
從入口可直抵慶會樓正東的生命保險之塔（生命保険の塔），樓南有忠清南道館、郵便局、咸鏡北道館、交通土木建築館（550坪）、司法警務衞生館（323坪）、機械電氣館（500坪）、洋馬館（ヤンマー館）、人蔘塔、釜山紡績會社塔、音樂堂、全羅南道館、參考館（630坪）、公制館（メートル館）、釜山日報社塔。
慶會樓西路徑內側是接待館（75坪）、平安北道館；外側是三井館、內地館（1452坪）、大阪館（320坪）、名古屋館、全羅北道館、演藝館，右轉向東有九州館（410坪）、山林館、東京館、京都館。
慶會樓北路徑外側還有北海道館、樺太館、海軍館、陸軍館、文化住宅、兒童之國（子供の国）。兒童之國內有火車頭與印度大象全景圖，還有影片展覽。路徑內側有滿蒙參考館、臺灣館、札幌啤酒塔（サッポロビール塔）、水產館、野外劇場、水族館、宮島館、江原道館。
北海道館與樺太館間有向北的路徑，中間是麒麟啤酒塔（キリンビール塔），兩側有鐵道省館、慶尚南道館、三菱館、活動寫真館、慶尚北道館、黃海道館、朝鮮每日新聞社館、廣島館、京畿道館（315坪）、咸鏡南道館、住友館、朝鮮治刑協會館、忠清北道館。
這條路徑的北端有畜產會館、萬國街、畜產館、農會館、八幡製鐵館、京城日報社塔、平安南道館、販賣商會特設館、長崎商館、熊平消防館、朝鮮商工新聞社特設館。還有朝鮮麻絲館、人造肥料特設館、橡膠工業館（ゴム工業館）、日之丸特設館（日の丸特設館）、麻之葉館（麻の葉館）、太陽堂館、裁縫商會館（テーラー商会館）、東山農場館、明治屋館、橡膠臼館（ゴム臼館）、朝鮮製藥館、京城橡膠特設館（京城ゴム特設館）、辻村商店館、多木肥料宣傳塔、奈良县館、滋贺县館、三重县、大正混凝土館（大正コンクリート館）、曼秀雷敦館（メンソレータム館）、商興會館、茨木特設館、三井賣店、木下劇院（木下サーカス）、土產品街。

### 引用
1. ↑  Ishikawa 2017，第51頁.
2. ↑  Kuitert, Wybe,  (PDF),   [2018-12-06], （原始内容 (PDF)存档于2018-12-06）
3. 1 2  朝鮮總督府 1930，序.
4. ↑  Ishikawa 2017，第57頁.
5. ↑  朝鮮總督府 1930，第3頁.
6. ↑  . .   [2021-07-22]. （原始内容存档于2021-07-22）.
7. ↑  . .   [2021-07-22]. （原始内容存档于2021-07-22）.
8. ↑  Ishikawa 2017，第63頁.
9. ↑  Ishikawa 2017，第59頁.
10. ↑  . .   [2021-07-22]. （原始内容存档于2021-07-22）.
11. ↑  Ishikawa 2017，第53頁.
12. ↑  . .   [2021-07-22]. （原始内容存档于2021-07-22）.
13. 1 2  Ishikawa 2017，第61頁.
14. ↑  . .   [2021-07-22]. （原始内容存档于2021-07-22）.
15. 1 2  Ishikawa 2017，第60頁.
16. ↑  Ishikawa 2017，第56頁.
17. ↑  . .   [2021-07-22]. （原始内容存档于2021-07-22）.
18. ↑  . .   [2021-07-22]. （原始内容存档于2021-07-22）.
19. ↑  . .   [2021-07-22]. （原始内容存档于2021-07-22）.
20. ↑  . .   [2021-07-22]. （原始内容存档于2021-07-22）.

### 來源
- 朝鮮總督府 (编). . 朝鮮總督府. 1930-03  [2021-07-22]. doi:10.11501/8311162. （原始内容存档于2021-11-06）.
- Ishikawa, Atsuko, , On World Expos and East Asia (Graduate School of Environmental Studies, Seoul National University), 2017-09